# هانس نوردفيك
هانس نوردفيك (Hans Nordvik) هو لاعب أولمبي لرياضة الرماية من النرويج. شارك في الأولمبياد الصيفي في 1920–1924، وفاز بما مجموعه 4 ميداليات.

## الميداليات
| ذهب | فضة | برونز | المجموع |
| 3   | 1   | 0     | 4       |

## روابط خارجية
- هانس نوردفيك على موقع الاتحاد الدولي (الإنجليزية)
- هانس نوردفيك على موقع اللجنة الأولمبية الدولية (الإنجليزية)
- هانس نوردفيك على موقع أوليمبيديا (الإنجليزية)